# Stadion Niedermatten
Das Stadion Niedermatten befindet sich in der Schweizer Gemeinde Wohlen im Kanton Aargau. Es ist Heimstätte des Fussballclubs FC Wohlen. Das Fussballstadion ist im Besitz der Gemeinde Wohlen. 

## Geschichte
Die Bauarbeiten begannen im Herbst 2002 und waren im Frühling 2004 abgeschlossen. Die Kapazität beträgt insgesamt 3'734 Besucher, die sich auf 634 Sitzplätze und 3'100 Stehplätze verteilen. Die Spielfläche besteht aus Naturrasen. Das Stadion ist Teil des Sportzentrums Niedermatten. Es umfasst ausser dem Fussballstadion eine Leichtathletikanlage mit 400-Meter-Kunststoffbahn, einen Inlinehockey-Platz, zwei Fussball-Trainingsplätze und neun Tennisplätze.
Auf dem Spielfeld des Fussballstadions soll ein Kunstrasen verlegt werden. Im August 2015 wurde schon ein Kunstrasenfeld für einen Trainingplatz beschlossen. Am 21. März 2016 stimmte der Einwohnerrat von Wohlen mit 22:13 Stimmen für einen Kredit von 1,16 Mio. Schweizer Franken zur Finanzierung des künstlichen Spielfeldes. Gegen die Entscheidung regte sich Widerstand, unter anderem wegen der hohen Gesamtkosten von 1,6 Mio. Franken. Die Bürger sollen per Referendum befragt werden. Am 1. April 2016 startete das überparteiliche Referendumskomitee die Abstimmung ‹Nein zum zweiten Kunstrasen (Hauptfeld)›.

## Galerie

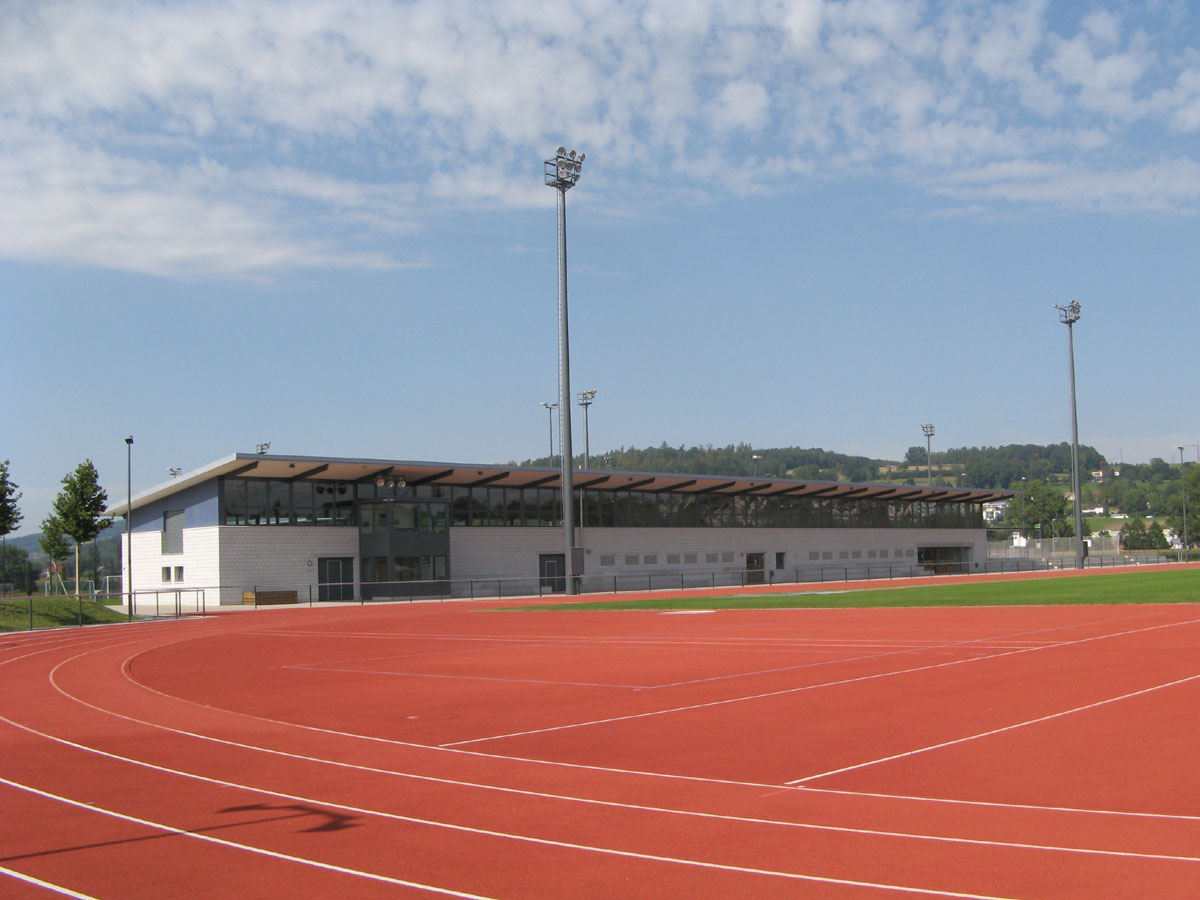
Die Leichtathletikanlage im Sportzentrum Niedermatten